# Belgische kampioenschappen atletiek 1952
De Belgische kampioenschappen atletiek 1952 Alle Categorieën vonden plaats op 28 en 29 juni, voor de mannen in het Heizelstadion in Brussel en voor de vrouwen in het Olympisch Stadion in Antwerpen.
Clementine Van Staeyen verbeterde het Belgisch record discuswerpen van Jenny Toitgans tot 35,61 m. Nicole Oosterlynck verbeterde haar eigen Belgisch record kogelstoten tot 10,93 m.

## Uitslagen

### 100 m
| rang   | atleet               | prestatie |
| ------ | -------------------- | --------- |
| Goud   | Isidoor Van de Wiele | 10,9 s    |
| Zilver | François Cappoen     | 10,9 s    |
| Brons  | Jacques Vercruysse   | 11,0 s    |

| rang   | atlete             | prestatie |
| ------ | ------------------ | --------- |
| Goud   | Monique Vandezande | 13,2 s    |
| Zilver | R. Kerckhove       | 13,3 s    |
| Brons  | Josette Demeuter   |           |

### 200 m
| rang   | atleet          | prestatie |
| ------ | --------------- | --------- |
| Goud   | Fernand Linssen | 22,3 s    |
| Zilver | André Colemont  | 22,4 s    |
| Brons  | Hector Gosset   | 22,4 s    |

| rang   | atlete           | prestatie |
| ------ | ---------------- | --------- |
| Goud   | Suzanne Krol     | 27,4 s    |
| Zilver | Josette Demeuter | 27,5 s    |
| Brons  | Van Goethem      |           |

### 400 m
| rang   | atleet         | prestatie |
| ------ | -------------- | --------- |
| Goud   | Roger Moens    | 48,9 s    |
| Zilver | Albert Lowagie | 49,5 s    |
| Brons  | E. Meyfroidt   | 50,2 s    |

### 800 m
| rang   | atleet           | prestatie |
| ------ | ---------------- | --------- |
| Goud   | Oscar Soetewey   | 1.53,5    |
| Zilver | Lucien De Muynck | 1.53,6    |
| Brons  | Félicien Bosmans | 1.55,2    |

### 1500 m
| rang   | atleet          | prestatie |
| ------ | --------------- | --------- |
| Goud   | Frans Herman    | 3.54,8    |
| Zilver | Daniel Janssens | 4.00,0    |
| Brons  | Alfred Langenus | 4.00,4    |

### 5000 m
| rang   | atleet              | prestatie |
| ------ | ------------------- | --------- |
| Goud   | Gaston Reiff        | 14.50,6   |
| Zilver | Lucien Theys        | 14.58,0   |
| Brons  | Alphonse Vandenrydt | 15.27,6   |

### 10.000 m
| rang   | atleet              | prestatie |
| ------ | ------------------- | --------- |
| Goud   | Marcel Vandewattyne | 32.33,4   |
| Zilver | José Deriemaeker    | 32.44,4   |
| Brons  | Roger Serroels      | 33.29,2   |

### 110 m horden/80 m horden
| rang   | atleet           | prestatie |
| ------ | ---------------- | --------- |
| Goud   | Roger Laermans   | 15,2 s    |
| Zilver | Piet Van de Sype | 15,2 s    |
| Brons  | Piet Bultiauw    | 15,6 s    |

| rang   | atleet             | prestatie |
| ------ | ------------------ | --------- |
| Goud   | Jenny Van Gerdinge | 13,5 s    |
| Zilver | Suzanne Krol       | 13,8 s    |
| Brons  |                    |           |

### 200 m horden
| rang   | atleet          | prestatie |
| ------ | --------------- | --------- |
| Goud   | Marcel Dits     | 25,3 s    |
| Zilver | Roger Laermans  | 26,0 s    |
| Brons  | Jacques De Moor | 26,0 s    |

### 400 m horden
| rang   | atleet            | prestatie |
| ------ | ----------------- | --------- |
| Goud   | Alfons Danckaerts | 55,1 s    |
| Zilver | Marcel Dits       | 55,3 s    |
| Brons  | Jacques De Moor   | 55,3 s    |

### 3000 m steeple
| rang   | atleet            | prestatie |
| ------ | ----------------- | --------- |
| Goud   | Robert Schoonjans | 9.26,0    |
| Zilver | John Claessens    | 9.51,2    |
| Brons  | E. Deroy          | 9.58,6    |

### Verspringen
| rang   | atleet           | prestatie |
| ------ | ---------------- | --------- |
| Goud   | Raymond Driessen | 6,99 m    |
| Zilver | Georges Salmon   | 6,91 m    |
| Brons  | René Libert      | 6,91 m    |

| rang   | atlete         | prestatie |
| ------ | -------------- | --------- |
| Goud   | Maria Gijsels  | 4,93 m    |
| Zilver | Jozefa Dierick | 4,88 m    |
| Brons  | Delhaye        | 4,63 m    |

### Hink-stap-springen
| rang   | atleet          | prestatie |
| ------ | --------------- | --------- |
| Goud   | Georges Salmon  | 13,68 m   |
| Zilver | Walter Herssens | 13,53 m   |
| Brons  | Paul Willain    | 13,26 m   |

### Hoogspringen
| rang   | atleet             | prestatie |
| ------ | ------------------ | --------- |
| Goud   | Walter Herssens    | 1,90 m    |
| Zilver | Jacques Delelienne | 1,90 m    |
| Brons  | René Jungers       | 1,75 m    |

| rang   | atlete         | prestatie |
| ------ | -------------- | --------- |
| Goud   | Jozefa Dierick | 1,45 m    |
| Zilver | Janssen        | 1,40 m    |
| Brons  |                |           |

### Polsstokhoogspringen
| rang   | atleet          | prestatie |
| ------ | --------------- | --------- |
| Goud   | Jacques Pirlot  | 3,70 m    |
| Zilver | Jacques Vicario | 3,70 m    |
| Brons  | Fernand Degens  | 3,70 m    |

### Kogelstoten
| rang   | atleet             | prestatie |
| ------ | ------------------ | --------- |
| Goud   | Willy Wuyts        | 14,42 m   |
| Zilver | Edouard Vandezande | 13,88 m   |
| Brons  | Victor Depré       | 13,85 m   |

| rang   | atlete             | prestatie |
| ------ | ------------------ | --------- |
| Goud   | Nicole Oosterlynck | 10,92 m   |
| Zilver | Brunhilde Van Cant | 10,86 m   |
| Brons  | Van Goethem        | 9,69 m    |

### Discuswerpen
| rang   | atleet            | prestatie |
| ------ | ----------------- | --------- |
| Goud   | Raymond Kintziger | 42,30 m   |
| Zilver | Clement Mertens   | 40,58 m   |
| Brons  | Albert Dayer      | 39,88 m   |

| rang   | atlete                 | prestatie    |
| ------ | ---------------------- | ------------ |
| Goud   | Clementine Van Staeyen | 35,61 m (NR) |
| Zilver | Magda Hellings         | 33,82 m      |
| Brons  | Brunhilde Van Cant     | 31,81 m      |

### Speerwerpen
| rang   | atleet            | prestatie |
| ------ | ----------------- | --------- |
| Goud   | Albert Dayer      | 55,52 m   |
| Zilver | Raymond Prudhomme | 54,46 m   |
| Brons  | Florent Luyten    | 52,83 m   |

| rang   | atlete             | prestatie |
| ------ | ------------------ | --------- |
| Goud   | Jeanne Reners      | 31,48 m   |
| Zilver | Nicole Oosterlynck | 29,35 m   |
| Brons  | Van de Vaeren      | 27,91 m   |

### Hamerslingeren
| rang   | atleet         | prestatie |
| ------ | -------------- | --------- |
| Goud   | Henri haest    | 47,84 m   |
| Zilver | Arthur Lessire | 45,83 m   |
| Brons  | Willy Druyts   | 42,05 m   |

1889 · 
1890 · 
1891 · 
1892 · 
1893 · 
1894 · 
1895 · 
1896 · 
1897 · 
1898 · 
1899 · 
1900 · 
1901 · 
1902 · 
1903 · 
1904 · 
1905 · 
1906 ·
1907 ·
1908 · 
1909 · 
1910 · 
1911 · 
1912 · 
1913 · 
1914 · 
1919 · 
1920 · 
1921 · 
1922 · 
1923 · 
1924 · 
1925 · 
1926 · 
1927 · 
1928 · 
1929 · 
1930 · 
1931 · 
1932 · 
1933 · 
1934 · 
1935 · 
1936 · 
1937 · 
1938 · 
1939 · 
1940 · 
1941 · 
1942 · 
1943 · 
1944 · 
1945 · 
1946 · 
1947 · 
1948 · 
1949 · 
1950 · 
1951 · 
1952 · 
1953 · 
1954 · 
1955 · 
1956 · 
1957 · 
1958 · 
1959 · 
1960 · 
1961 · 
1962 · 
1963 · 
1964 · 
1965 · 
1966 · 
1967 · 
1968 · 
1969 · 
1970 · 
1971 · 
1972 · 
1973 · 
1974 · 
1975 · 
1976 · 
1977 · 
1978 · 
1979 · 
1980 · 
1981 · 
1982 · 
1983 · 
1984 · 
1985 · 
1986 · 
1987 · 
1988 · 
1989 · 
1990 · 
1991 · 
1992 · 
1993 · 
1994 ·
1995 · 
1996 · 
1997 · 
1998 · 
1999 · 
2000 · 
2001 · 
2002 · 
2003 · 
2004 · 
2005 · 
2006 · 
2007 · 
2008 · 
2009 · 
2010 · 
2011 · 
2012 · 
2013 · 
2014 · 
2015 · 
2016 · 
2017 · 
2018 · 
2019 · 
2020 · 
2021 · 
2022 · 
2023 · 
2024